# Tradycja (czasopismo)
Tradycja – ogólnopolski miesięcznik społeczno-kulturalny o profilu światopoglądowym. Pierwszy numer ukazał się w czerwcu 2006 roku, ostatni w wersji tradycyjnej (papierowej) – we wrześniu 2007 roku. Wybrane numery miały charakter monografii tematycznych: 4/2006 – niepodległość, 6/2007 – literatura, 8/2007 – obronność. Treść wszystkich numerów dostępna jest w zakładce Archiwum na stronie internetowej pisma.
Głównym celem czasopisma była promocja polskości w kraju i na świecie, badanie i ochrona polskiej tradycji narodowej, a także tożsamości i tradycji innych narodów wchodzących niegdyś w skład Wielkiej Rzeczypospolitej.
Redaktorem naczelnym czasopisma jest Jerzy Terpiłowski. W skład rady programowej wchodzą/ wchodzili: Janusz Odrowąż-Pieniążek, Wiesław Jan Wysocki, Marek Jan Chodakiewicz, Bohdan Urbankowski oraz Jerzy Terpiłowski. 
Wśród autorów artykułów są lub byli m.in. Bohdan Urbankowski, Wiesław Jan Wysocki, Damian Leszczyński, Piotr Skórzyński, Wojciech Piotr Kwiatek, Marek Jan Chodakiewicz, Tadeusz Zubiński, Sokrat Janowicz, Jerzy Biernacki, Janusz Kochanowski, Anna Nasiłowska, Romuald Szeremietiew, Ryszard Jakubczak, Eugeniusz Kabatc, Jerzy Narbutt, Jerzy Terpiłowski.
Pismo zostało zarejestrowane w Sądzie Wojewódzkim w Warszawie, tytuł opatentowano w Polskim Urzędzie Patentowym.
Wydawcą pisma jest Stowarzyszenie Pospolite Ruszenie (organizacja pożytku publicznego). Numery 1-8 dofinansowane były z dotacji MKiDN, obecnie głównym źródłem finansowania są składki członkowskie oraz wpłaty z tytułu 1% podatku dochodowego od osób fizycznych.
Pismo od początku miało wersję internetową, na której prezentowało skróty artykułów zamieszczanych w egzemplarzach wydania tradycyjnego. 
Od października 2008 roku – ze względu na kłopoty finansowe – redakcja podjęła decyzję o przekształceniu formuły pisma z wydania papierowego w portal Tradycja – forum światopoglądowe, funkcjonujący wyłącznie w internecie. Jego główne (aktualizowane) działy to: Aktualności, Artykuły, Opinie, Literatura. 
W przypadku znalezienia strategicznego inwestora redakcja pisma nie wyklucza powrotu do wersji tradycyjnej w nowej, odświeżonej formule.